# Червена пионка
Червена пионка (на английски: Red Pawn) е сценарий на писателя, философа и сценариста Айн Ранд. Това е първият сценарий, който Ранд продава на Universal Pictures през 1932 г. Творбата засяга темата за злото на диктатурата, особено на тази в Съветска Русия.

## Сюжет
Внимание:  Текстът по-долу разкрива сюжета на произведението (или части от него)!
„Червена пионка“ е шпионски трилър. Дейтвието се развива през 1920 г., на остров Страстной, с неразкрито местоположение някъде в северната част на Съветска Русия. На острова има манастир, превърнат в лагер за политически затворници. Сценарият проследява Жана Хардинг, известна още като Франсис Волконцева, американка, внедрена на острова, за да освободи мъжа си, Михаил Волконцев.
Жана влиза в затвора под претекст, че е новата жена на началника на затвора комендант Кареев, дадена му от държавата. Любовният триъгълник между тримата герои способства за освобождаването на мъжа ѝ, заблуждавайки затворническия персонал и Кареев за истинските ѝ намерения.
Правата върху сценариия принадлежат на Paramount Pictures, въпреки това той не бива адаптиран.
|  | Тази страница частично или изцяло представлява превод на страницата Red Pawn в Уикипедия на английски. Оригиналният текст, както и този превод, са защитени от Лиценза „Криейтив Комънс – Признание – Споделяне на споделеното“, а за съдържание, създадено преди юни 2009 година – от Лиценза за свободна документация на ГНУ. Прегледайте историята на редакциите на оригиналната страница, както и на преводната страница, за да видите списъка на съавторите. ВАЖНО: Този шаблон се отнася единствено до авторските права върху съдържанието на статията. Добавянето му не отменя изискването да се посочват конкретни източници на твърденията, които да бъдат благонадеждни. |